# コシュート・ラヨシュ広場駅
座標: 北緯47度30分19.62秒 東経19度02分47.63秒 / 北緯47.5054500度 東経19.0465639度
コシュート・ラヨシュ広場駅（コシュート・ラヨシュひろばえき）とは、ハンガリー共和国ブダペスト県ブダペスト市に位置するブダペスト地下鉄2号線の駅である。由来はハンガリー王国の政治家コシュート・ラヨシュにちなむ。

## 駅構造
- 島式ホーム1面2線を有す地下駅。
- 深さ34.53m地点に存在する。

## 駅周辺
- コシュート・ラヨシュ広場

## 歴史
- 1972年12月22日 : 2号線開業。

## 隣の駅
ブダペスト地下鉄
■2号線
バッチャーニ広場駅 - コシュート・ラヨシュ広場駅 - デアーク・フェレンツ広場駅